# Неґус
Негус (нгусе негест — «цар царів») — титул імператора Ефіопії до  ліквідації монархії 1975 року. Негус був главою держави та главою уряду, зосереджував у своїх руках повну цілковиту й законодавчу владу. Легендарно — нащадки Соломона й цариці Савської, вихідці з народу тигре.
Первинно титул застосовувався до васальних правителів і незначних князів. Упродовж кількох століть таким титулом іменувались феодальні правителі великих провінцій Ефіопії. Цар Менелік II (1889–1913), який боровся за централізацію Ефіопської держави, зберіг титул негуса лише за центральним правителем.